# Tuuli (Sängerin)

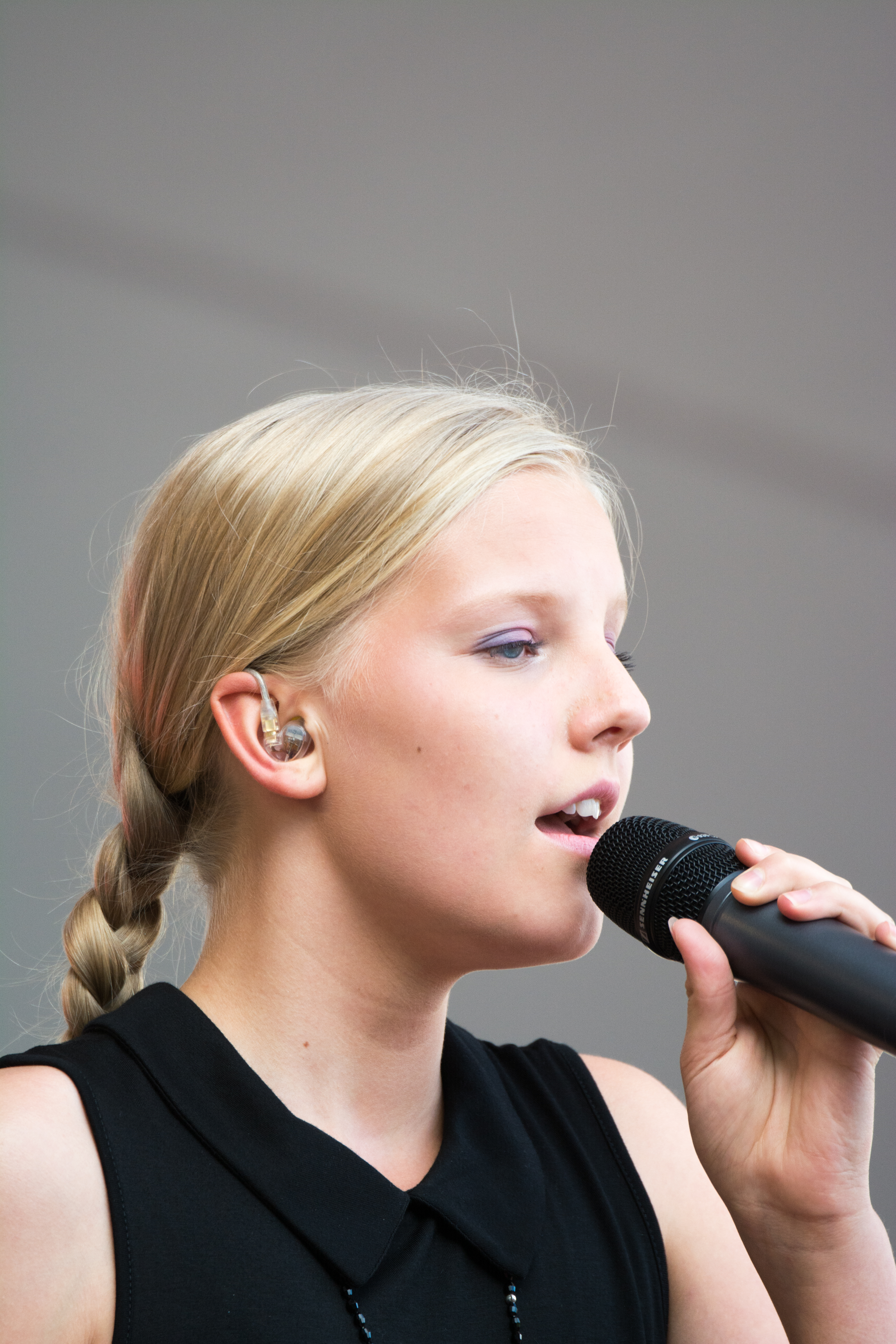
Tuuli, August 2013

Tuuli Krista Oikarinen (* 3. Januar 1999 in Espoo), bekannt auch nur als Tuuli, ist eine finnische Popsängerin.

## Biografie
Das Talent von Tuuli Oikarinen wurde bereits mit zehn Jahren entdeckt, als sie den Karuselli-Jugendwettbewerb (Karuselli -lasten laulukilpailu) des Privatsenders MTV3 gewann. Sie bekam einen Plattenvertrag von Warner und startete zwei Jahre später einen YouTube-Kanal. Ihre erste Veröffentlichung, ein eigenes Video des Songs Salaisuudet, erreichte gleich hohe Aufrufzahlen, ebenso wie weitere Songs. Im selben Jahr brachte sie ihr nach dem Song benanntes Debütalbum heraus. Es stieg auf Platz 3 der finnischen Charts ein und wurde mit Platin ausgezeichnet.

## Diskografie

### Alben
| Jahr | Titel            | Höchstplatzierung, Gesamtwochen, AuszeichnungChartsChartplatzierungen (Jahr, Titel, Platzierungen, Wochen, Auszeichnungen, Anmerkungen) | Anmerkungen                              |
| Jahr | Titel            | FI | Anmerkungen                              |
| ---- | ---------------- | --- | ---------------------------------------- |
| 2012 | Salaisuudet      | FI3 Platin · (24 Wo.)FI | Erstveröffentlichung: 21. September 2012 |
| 2023 | Windy Season     | FI3 (12 Wo.)FI | Erstveröffentlichung: 11. August 2023    |
| 2024 | Kuivaa kyyneleet | FI7 (6 Wo.)FI | Erstveröffentlichung: 4. Oktober 2024    |

### Singles
| Jahr | Titel Album                       | Höchstplatzierung, Gesamtwochen, AuszeichnungChartsChartplatzierungen (Jahr, Titel, Album, Platzierungen, Wochen, Auszeichnungen, Anmerkungen) | Anmerkungen                                                  |
| Jahr | Titel Album                       | FI | Anmerkungen                                                  |
| --- | --------------------------------- | --- | ------------------------------------------------------------ |
| 2015 | Nimet listalla –                  | FI16 (2 Wo.)FI | Erstveröffentlichung: 18. Dezember 2015 feat. Mikael Gabriel |
| 2023 | Windy Season                      | FI3 (4 Wo.)FI | Erstveröffentlichung: 13. Januar 2023 feat. Costi            |
| 2023 | OnlyFans Windy Season             | FI5 (6 Wo.)FI | Erstveröffentlichung: 24. März 2023 feat. Ibe                |
| 2023 | Bikineis Windy Season             | FI17 (6 Wo.)FI | Erstveröffentlichung: 2. Juni 2023 feat. Cledos              |
| 2023 | Redflag Windy Season              | FI31 (1 Wo.)FI | Erstveröffentlichung: 21. Juli 2023                          |
| 2024 | Kevlar Kuivaa kyyneleet           | FI5 (7 Wo.)FI | Erstveröffentlichung: 5. Januar 2024                         |
| 2024 | Sytkäri Kuivaa kyyneleet          | FI8 (4 Wo.)FI | Erstveröffentlichung: 5. April 2024 feat. Ahti               |
| 2024 | Yliajattelen sua Kuivaa kyyneleet | FI23 (3 Wo.)FI | Erstveröffentlichung: 5. Juli 2024                           |
| 2024 | Ekaa kertaa Kuivaa kyyneleet      | FI13 (4 Wo.)FI | Erstveröffentlichung: 23. August 2024                        |
| Folgende Lieder erschienen nicht als Single, wurden aber durch das Album zum Download und Streaming bereitgestellt und konnten somit eine Platzierung erlangen: |                                   | |                                                              |
| |                                   | |                                                              |
| 2023 | Bad Body Windy Season             | FI29 (2 Wo.)FI |                                                              |

Weitere Singles
- 2012: Salaisuudet
- 2012: Paljon onnea vaan
- 2012: Enää ei oo kiire
- 2014: Nuoruus on ikuinen
- 2015: Kaksoisolento
- 2016: Justin (mit Daniel Okas)
- 2017: Solo

### Gastbeiträge
| Jahr | Titel Album   | Höchstplatzierung, Gesamtwochen, AuszeichnungChartsChartplatzierungen (Jahr, Titel, Album, Platzierungen, Wochen, Auszeichnungen, Anmerkungen) | Anmerkungen                                                  |
| Jahr | Titel Album   | FI | Anmerkungen                                                  |
| ---- | ------------- | --- | ------------------------------------------------------------ |
| 2020 | Ehjää –       | FI7 (7 Wo.)FI | Erstveröffentlichung: 4. September 2020 Uniikki feat. Tuuli  |
| 2024 | Heikkouteni – | FI2 (20 Wo.)FI | Erstveröffentlichung: 1. März 2024 Jore & Zpoppa feat. Tuuli |
| 2024 | Sun aika –    | FI22 (4 Wo.)FI | Erstveröffentlichung: 26. April 2024 T Swoop feat. Tuuli     |
| 2024 | Miljoonii –   | FI6 (11 Wo.)FI | Erstveröffentlichung: 6. Dezember 2024 Karim B feat. Tuuli   |